# Sędańsk
Sędańsk (deutsch Seedanzig) ist ein Dorf in der polnischen Woiwodschaft Ermland-Masuren. Es gehört zur Gmina Szczytno (Ortelsburg) im Powiat Szczycieński (Kreis Ortelsburg).

## Geographische Lage
Sędańsk liegt am Nordufer des Seedanziger Sees (polnisch Jezioro Sędańskie) in der südlichen Mitte der Woiwodschaft Ermland-Masuren, sechs Kilometer südwestlich der Kreisstadt Szczytno (deutsch Ortelsburg).

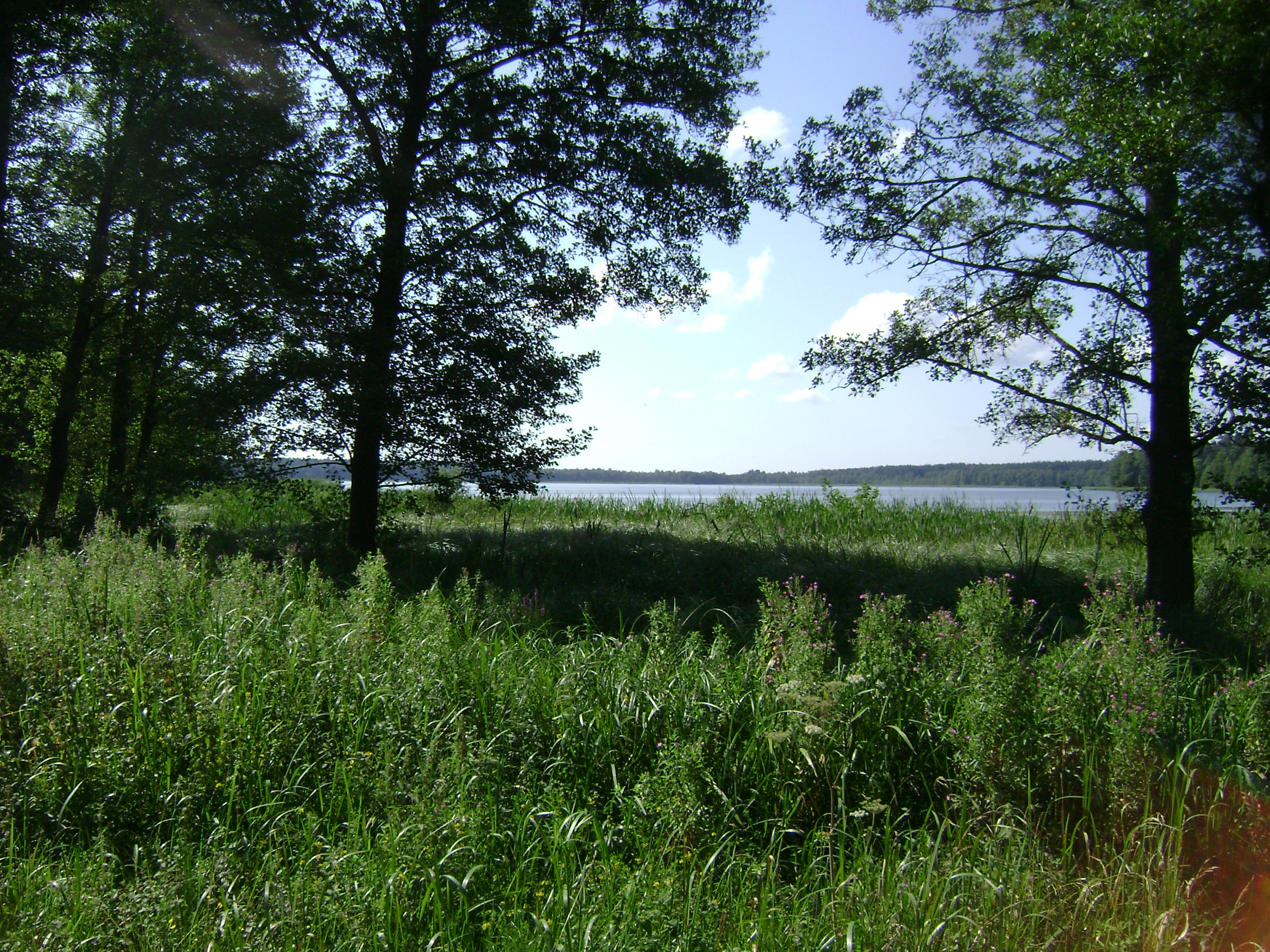
Blick auf den Jezioro Sędańskie (Seedanziger See)

## Geschichte
Seedanzig, nach 1785 Seedantzig und nach 1820 Sedantzig genannt, war bis 1945 ein Dorf mit einer Försterei und wurde 1579 gegründet. Am 14. November eben dieses Jahres verschrieb Jonas von Dobeneck, seines Zeichens Hauptmann von Ortelsburg (polnisch Szczytno), dem Johann Pollack drei Schulzenhufen mit dem Auftrag, sie auch mit Bauern zu besetzen.
Der Tatareneinfall von 1656 war für den Ort eine Katastrophe: das gesamte Dorf wurde eingeäschert. Die wirtschaftlichen Folgen waren noch Jahrzehnte danach zu spüren. So wurden noch 1787 die Vermögensverhältnisse der Seedanziger Bauern als „mittelmäßg“ bezeichnet.
Im Jahre 1874 wurde Seedanzig in den neu errichteten Amtsbezirk Corpellen (1928 bis 1945 „Korpellen“) eingegliedert, der bis 1945 bestand und zum Kreis Ortelsburg im Regierungsbezirk Königsberg (ab 1905: Regierungsbezirk Allenstein) in der preußischen Provinz Ostpreußen gehörte.

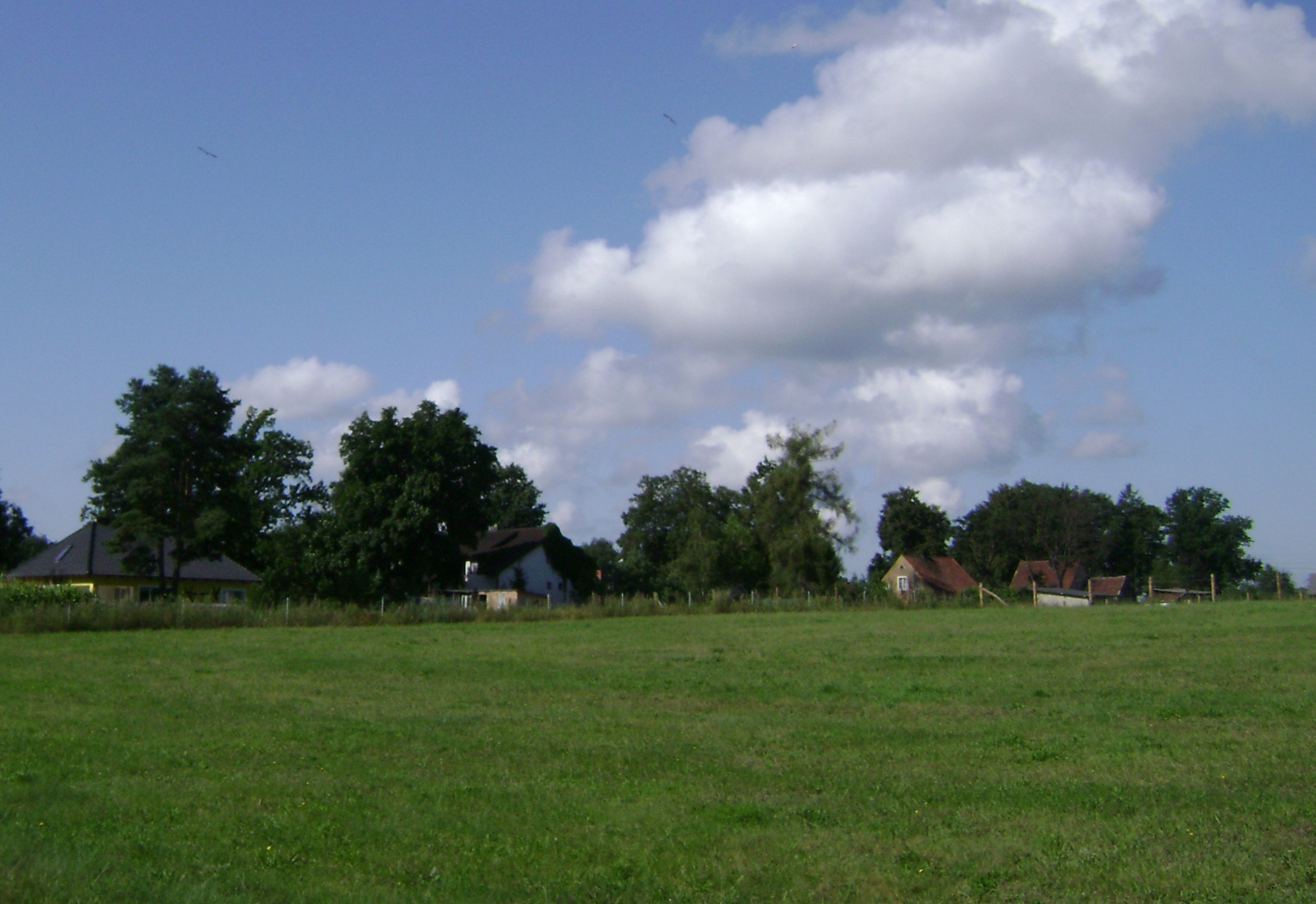
Dorfansicht Sędańsk

219 Einwohner waren im Jahre 1910 in Seedanzig registriert. Ihre Zahl belief sich 1933 auf 349 und 1939 auf 318. Im Jahre 1939 gab es im Dorf 37 landwirtschaftliche Betriebe, von denen 17 Ausbauhöfe waren. Nach Seedanzig eingemeindet waren u. a. Alt Gisöwen (polnisch Stare Gisewo) und Freudenberg (Radosna Góra, beide nicht mehr existent), sowie Johannisthal (Janowo) und Sawitzmühle (1938 bis 1945 Heidmühle, polnisch Sawica).
Aufgrund der Bestimmungen des Versailler Vertrags stimmte die Bevölkerung im Abstimmungsgebiet Allenstein, zu dem Seedanzig gehörte, am 11. Juli 1920 über die weitere staatliche Zugehörigkeit zu Ostpreußen (und damit zu Deutschland) oder den Anschluss an Polen ab. In Seedanzig stimmten 200 Einwohner für den Verbleib bei Ostpreußen, auf Polen entfielen keine Stimmen.
In Kriegsfolge wurde 1945 das gesamte südliche Ostpreußen an Polen überstellt. Davon war nun eben auch Seedanzig betroffen. Das Dorf erhielt die polnische Namensform „Sędańsk“ und ist heute Sitz eines Schulzenamtes (polnisch Sołectwo). Es bildet eine Ortschaft im Verbund der Landgemeinde Szczytno (Ortelsburg) im Powiat Szczycieński (Kreis Ortelsburg), bis 1998 der Woiwodschaft Olsztyn, seither der Woiwodschaft Ermland-Masuren zugehörig.

## Kirche

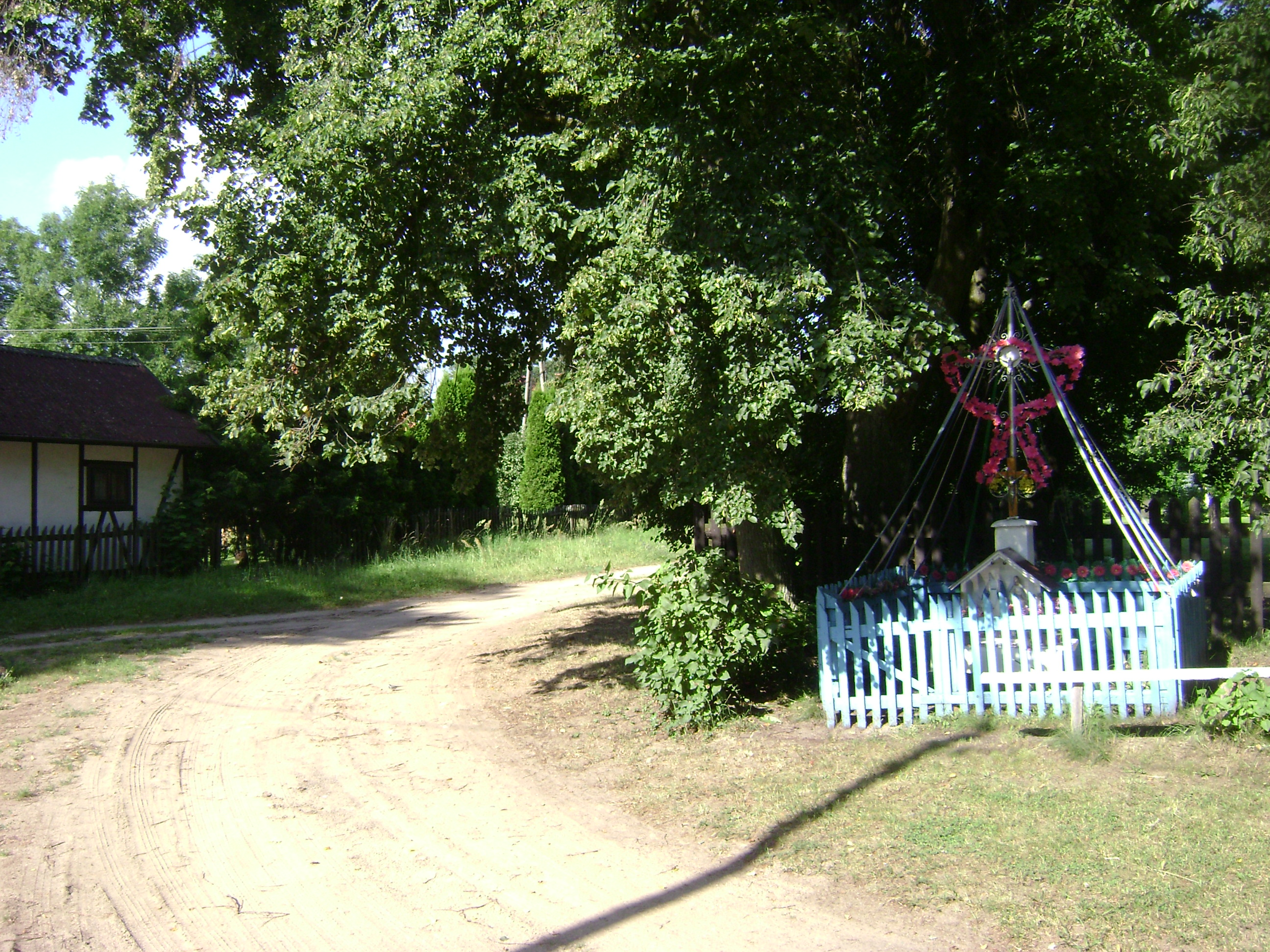
Dorfstraße mit Wegekreuz

Vor 1945 war Seedanzig in die evangelische Kirche Ortelsburg in der Kirchenprovinz Ostpreußen der Kirche der Altpreußischen Union sowie in die römisch-katholische Kirche Ortelsburg im Bistum Ermland eingepfarrt.
Der kirchliche Bezug zu der jetzt Szczytno genannten Kreisstadt ist bis heute geblieben: katholischerseits zur Pfarrei in Szczytno im jetzigen Erzbistum Ermland, evangelischerseits zur dortigen Kirche in der Diözese Masuren der Evangelisch-Augsburgischen Kirche in Polen.

## Schule
Vor 1945 bestand in Seedanzig eine zweiklassige Schule, etwa seit 1900 in einem Neubau.

## Verkehr

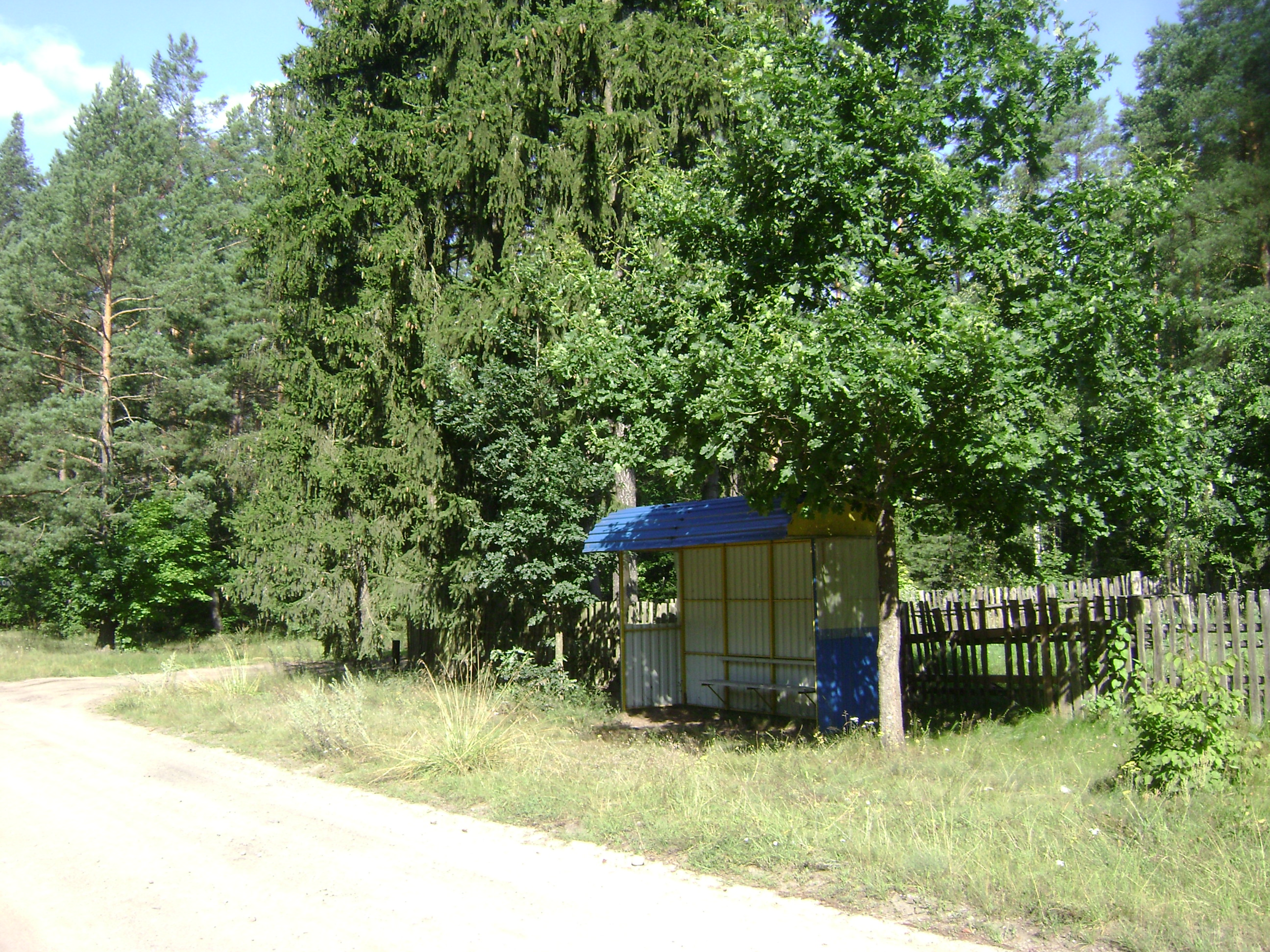
Wartehäuschen an der Bushaltestelle

Sędańsk liegt südlich der polnischen Landesstraße 53 (einstige deutsche Reichsstraße 134), von der aus Szczytno eine Nebenstraße in den Ort führt. Zwei Landwege verbinden den Ort mit der Landesstraße 58 bei Janowo (Johannisthal) bzw. bei Sawica (Sawitzmühle, 1938 bis 1945 Heidmühle).
Sędańsk ist über eine Omnibuslinie mit Szczytno verbunden. Die nächste Bahnstation ist der Bahnhof in der Kreisstadt Szczytno an der Bahnstrecke Olsztyn–Ełk (deutsch Allenstein–Lyck).